# W piątki leżę w wannie
W piątki leżę w wannie – utwór muzyczny polskiego rapera Taco Hemingwaya. Pochodzi z jego trzeciego albumu studyjnego, Pocztówka z WWA, lato ’19, wydanego 23 lipca 2019 roku nakładem Taco Corp i Asfalt Records. Gościnnie wystąpił w nim Dawid Podsiadło.

## Informacje o utworze
W piątki leżę w wannie, wraz z resztą albumu Pocztówka z WWA, lato ’19, został nagrany w 2019 roku w Studiu Nagrywarka w Warszawie. Utwór został wyprodukowany przez Borucciego, zaś autorem tekstu jest Taco Hemingway oraz Dawid Podsiadło. 23 lipca 2019 roku raper umieścił cały album w serwisie YouTube, udostępnił darmowo w formacie digital download na swojej stronie internetowej.
Utwór W piątki leżę w wannie opisujące życie młodych ludzi, Marcin Flint stwierdza, że wokal Dawida Podsiadły to jeden z najlepszych momentów na płycie, krytyk Michał Krawczuk również go zachwala. Rafał Samborski pochwalił tekst piosenki i dodał „...że nikt z głośnych ksywek w polskim rapie tak głośno nie mówił o pułapkach w jaką wpadają mężczyźni próbujący wpisywać się w kulturę maczo.”.
Mimo braku wydania na singlu, utwór był emitowany w radiu, dzięki czemu dostał się na ogólnopolską listę AirPlay – Top, docierając po pierwszym tygodniu na jej sześćdziesiąte trzecie miejsce.

## Nagrody i wyróżnienia
| Rok  | Kategoria       | Nagroda         | Rezultat  |
| ---- | --------------- | --------------- | --------- |
| 2020 | Kooperacja roku | Popkillery 2020 | Nominacja |

## Notowania

### Listy airplay
| Autor                           | Notowanie         | Najwyższa pozycja |
| ------------------------------- | ----------------- | ----------------- |
| Związek Producentów Audio-Video | AirPlay – Top     | 63                |
| Związek Producentów Audio-Video | AirPlay – Nowości | 3                 |

### Listy przebojów
| Autor        | Notowanie        | Najwyższa pozycja |
| ------------ | ---------------- | ----------------- |
| Radio Eska   | 2× Gorąca 20     | 11                |
| Radio Poznań | Lista przebojów  | 2                 |
| Radio RDC    | Parada przebojów | 1                 |

## Personel
Źródła:
- Filip Szcześniak – słowa, wokal
- Dawid Podsiadło – słowa, wokal
- Jan Kwapisz – realizacja dźwięku
- Boris „Borucci” Neijenhuis – produkcja muzyczna
- Rafał Smoleń – miksowanie, mastering

Nagrania dokonano w Studiu Nagrywarka w Warszawie.